# 中国共产党第十一次全国代表大会
中國共產黨第十一次全國代表大會，简称中共十一大，於1977年8月12日至18日在北京召開，出席大会代表1,510名，代表當時全国3,500多万党员。

## 大会议程
这次大会是在粉碎“四人帮”後提前召开，共有3项议程：（1）中央委员会的政治报告；（2）修改中国共产党章程和关于修改党的章程的报告；（3）选举中央委员会。
华国锋代表中央向大会作出政治报告，主要内容包括：第一，总结了同江青反革命集团的斗争，批判他们炮制的“老干部是‘民主派’，‘民主派’就是走资派”的反动公式，揭发他们篡党夺权、策动反革命武装叛乱的阴谋，宣告“文化大革命”以粉碎“四人帮”为标志而结束。第二，继续强调“以阶级斗争为纲”，认为“第一次无产阶级文化大革命的胜利结束，决不是阶级斗争的结束，决不是无产阶级专政下继续革命的结束”。 今后依然要以两个阶级、 两条道路斗争为纲。第三，重申在本世纪内把中國建设成为社会主义现代化强国是新时期党的根本任务。报告提出当前和今后一个时期党的8项主要任务，要求党中央抓纲治国的战略决策在本年内初见成效，3年内大见成效。
叶剑英代表中央向大会作了《关于修改党的章程的报告》，从8个方面做出说明。报告强调中国共产党只有以马列主义、毛泽东思想作为自己的指导思想和理论基础，才能保持无产阶级先锋队的性质；指出党章写进“在本世纪内，党要领导全国各族人民把我国建设成为农业、工业、国防和科学技术现代化的社会主义强国”的内容的重要意义。 
大会经过分组讨论，通过关于政治报告的决议，通过关于修改党的章程的报告和新修改的《中国共产党章程》。大会选举由201名委员和132名候补委员组成的中央委员会。
邓小平为大会致闭幕词，强调一定要恢复和发扬毛泽东主席为党树立的群众路线的优良传统和作风，谦虚谨慎、戒骄戒躁、艰苦奋斗的优良传统和作风，民主集中制的优良传统和作风，在全党、全军、全国努力造成一个又有集中又有民主、又有纪律又有自由，又有统一意志、又有个人心情舒畅、生动活泼的政治局面。
大会宣告历时10年的“文化大革命”结束，重申建设社会主义的现代化强国的任务，但没有纠正“文化大革命”的“左”倾错误理论、政策和口号。

## 大会机构
中国共产党第十一次全国代表大会主席团名单
（共223人）
主　席：华国锋
副主席：叶剑英　邓小平　李先念　汪东兴
秘书长：汪东兴（兼）
（以下按姓氏笔划为序）
丁可则　丁国钰　　桑　于洪亮　万　达　万　里　马　力　马　辉　马兴元　马金花（女）　马荣莉（女）　天　宝　王　平　王　昆（女）　王　诤　王　猛　王　谦　王　震　王一平　王必成　王光宇　王秀秀（女）　王冶秋　王茂全　王林鹤　王金友　王首道　王恩茂　王超柱　韦国清　尤太忠　毛致用　乌布利　乌兰夫　方　毅　邓颖超（女）　孔　原　孔石泉　孔宪武　孔照年　巴桑（女）　叶　飞　卢忠阳　白如冰　白栋材　冯　铉　司马义·艾买提　邢燕子（女）　吕玉兰（女）　吕正操　吕存姐（女）　乔晓光　朱光亚　朱穆之　伍修权　任　荣　任仲夷　任思忠　刘　伟　刘　震　刘子厚　刘光涛　刘兴元　刘伯承　刘建勋　刘春樵　刘锡昌　江　华　江礼银　江拥辉　江渭清　池必卿　安平生　关泽海　关晓红（女）　许世友　许家屯　阮泊生　纪登奎　杜义德　杨勇　杨成武　杨易辰　杨得志　杨湘琴（女）　苏　静　苏振华　苏毅然　李　冰（女）　李　强　李子元　李井泉　李水清　李世俊　李任之　李志民　李启德　李昌安　李维康（女）　李葆华　李瑞山　李德生　肖　华　肖　克　肖劲光　吴　德　吴火金　吴全清　吴冷西　吴桂贤（女）　吴梅英（女）　何广乾　余秋里　谷　牧　希候巴　汪　锋　汪明章　宋　平　宋时轮　张才千　张玉华　张平化　张立宪　张廷发　张劲夫　张炳熺　张桂金　张爱萍　张铚秀　张福恒　张鼎丞　张耀词　陈　云　陈丕显　陈永林　陈永贵　陈伟达　陈奇涵　陈国栋　陈锡联　陈福汉　陈慕华（女）　陈璞如　林乎加　林李明　林丽韫（女）　罗青长　罗瑞卿　金明汉　周子健　周纯麟　周建人　周培源　宝日勒岱（女）　柯　恂（女）　胡耀邦　郝建秀（女）　赵志坚　赵苍璧　赵辛初　赵紫阳　段君毅　饶兴礼　娄凤英（女）　姚依林　秦基伟　耿　飚　耿起昌　聂荣臻　贾那布尔　钱之光　钱正英（女）　钱学森　铁　瑛　倪志福　徐向前　徐寅生　郭凤莲（女）　郭玉峰　郭沫若　郭耀卿　唐　克　姬鹏飞　黄　华　黄　镇　黄欧东　黄知真　曹里怀　曹轶欧（女）　康世恩　康克清（女）　鹿田计　梁必业　韩　英　韩先楚　彭　冲　彭绍辉　蒋宝娣（女）　覃应机　粟　裕　储　江　焦林义　鲁大东　曾绍山　曾思玉　解学恭　蔡　畅（女）　蔡　啸　廖汉生　廖志高　廖承志　赛福鼎　谭启龙　谭震林　樊德玲　潘时兴　霍士廉　戴光前